# Белка и Стрелка. Карибская тайна
«Бе́лка и Стре́лка. Кари́бская та́йна» — российский полнометражный компьютерный анимационный фильм 2020 года в стереоскопическом формате просмотра 3D. Является продолжением российского полнометражного мультфильма «Белка и Стрелка. Лунные приключения» (2014), а также третьим полнометражным фильмом в франшизе «Белка и Стрелка».
В озвучивании персонажей анимационного фильма приняли участие известные российские актёры: Юлия Пересильд, Ирина Пегова, Евгений Миронов, Сергей Бурунов, а также музыкант Сергей Шнуров. В записи оркестрового саундтрека принял участие симфонический оркестр из более 70 человек под руководством дирижёра Большого театра Алексей Верещагина.
Производство студии «КиноАтис» при государственной поддержке Министерства культуры Российской Федерации и ВГТРК.
Первоначальное название — «Белка и Стрелка. Спасение Кубы».
Премьера фильма изначально планировалась на 30 апреля 2020 года, но из-за пандемии COVID-19 была перенесена на 24 августа 2020 года.

## Сюжет
По сюжету фильма советское командование отправляет собак-космонавтов Белку и Стрелку с разведывательной миссией на остров Кубу, у берегов которого происходит загадочная аномалия — огромный водяной смерч всасывает воду, осушая океан. Во время своего путешествия герои увидят красоту острова, лазурную гладь океана и окутанный тайнами подводный мир. Четвероногим исследователям и их команде предстоят опасные приключения, которые не только приведут их к разгадке кубинской аномалии, но и проверят дружбу на прочность.

## Роли озвучивали
| Актёр                                                 | Роль                      |
| ----------------------------------------------------- | ------------------------- |
| Евгений Миронов                                       | Веня                      |
| Ирина Пегова                                          | Стрелка, собака-космонавт |
| Юлия Пересильд                                        | Белка, собака-космонавт   |
| Сергей Бурунов                                        | Дядя Яша                  |
| Сергей Шнуров                                         | Слонеж                    |
| Сергей Дьячков                                        | Лягусь                    |
| Диомид Виноградов                                     | Толя, таракан / Кот       |
| Елена Шульман                                         | Мария, ондатра            |
| Андрей Лёвин Михаил Хрусталёв Михаил Черняк и другие. | медузы                    |